# Сан Виторе I (Казерта)
Сан Виторе I је насеље у Италији у округу Казерта, региону Кампанија.
Према процени из 2011. у насељу је живело 29 становника. Насеље се налази на надморској висини од 121 м.